# Wojownik filipiński
Wojownik filipiński (Nisaetus philippensis) – gatunek dużego ptaka drapieżnego z rodziny jastrzębiowatych (Accipitridae). Jest endemitem wyspy Luzon w archipelagu Filipin, bardzo rzadko stwierdzany także na sąsiedniej wyspie Mindoro. Jest zagrożony wyginięciem.

## Systematyka

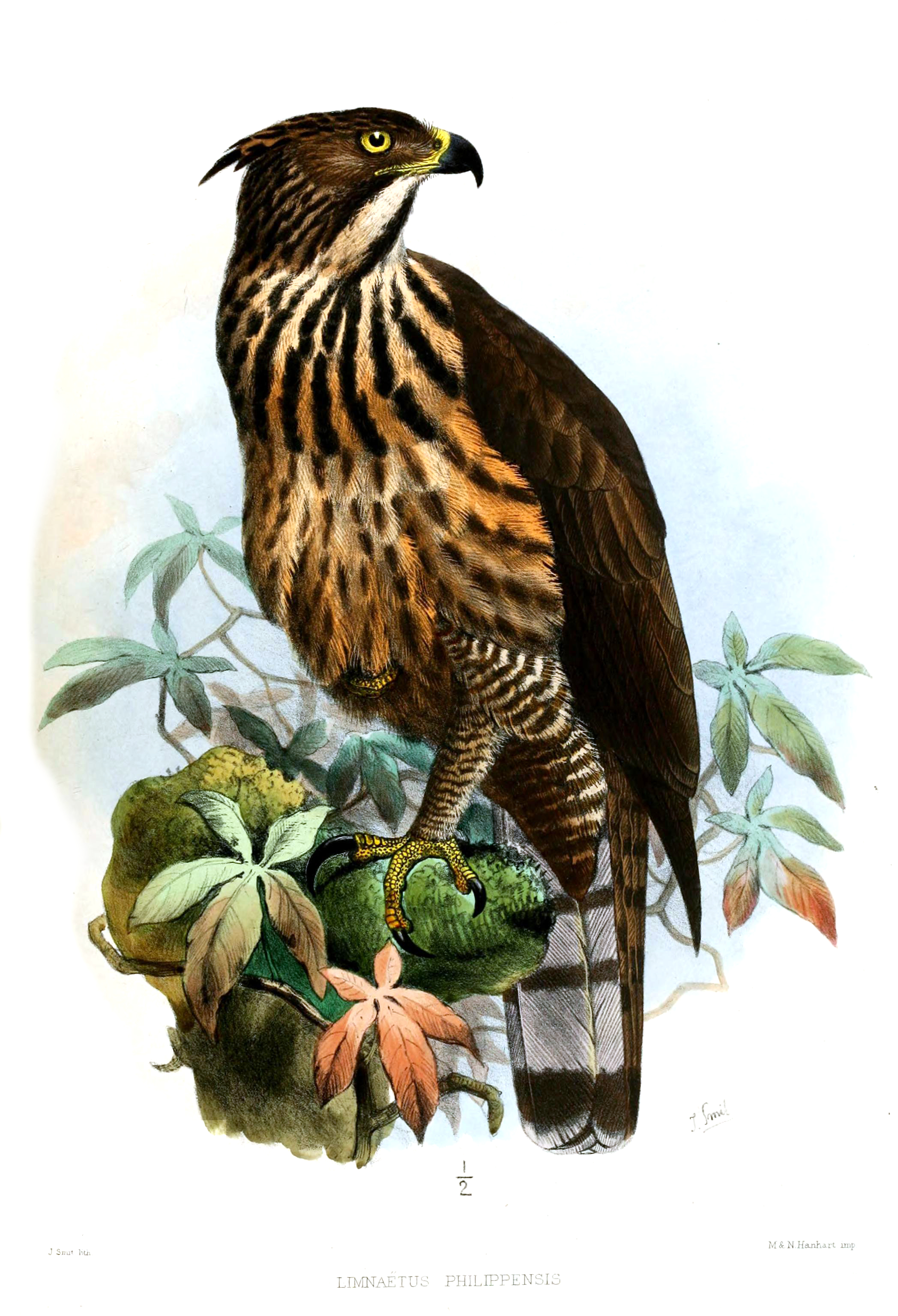
Wojownik filipiński na rysunku Josepha Smita z czasopisma „Transactions of the Zoological Society of London” z 1875 roku

Gatunek ten jako pierwszy opisał John Henry Gurney w 1863 roku, w oparciu o dwa okazy przechowywane wówczas w Norwich Museum. Autor nadał gatunkowi nazwę Spizaëtus philippensis, a jako miejsce typowe wskazał Filipiny. W tym samym roku w swej książce The Birds of Asia John Gould zamieścił fragmenty monografii Gurneya dotyczące ptaków z rodzaju Spizaëtus, w tym wojownika filipińskiego. W 1922 roku Swann ograniczył miejsce typowe do wyspy Luzon. Od lat 20. XX wieku niektórzy autorzy zaczęli przypisywać pierwszeństwo opisu Gouldowi, a później stało się to powszechną praktyką. W 2023 roku za autora pierwszego opisu ponownie uznano Gurneya.
Gatunek ten tradycyjnie był umieszczany w rodzaju Spizaetus, jednak w oparciu o badania filogenetyczne został wydzielony wraz z kilkoma innymi gatunkami do rodzaju Nisaetus. Nie wyróżnia się podgatunków. Za podgatunek wojownika filipińskiego uznawano wojownika leśnego (N. pinskeri), który również zamieszkuje Filipiny, został on jednak wydzielony jako osobny gatunek.

## Morfologia
Grzbiet i głowa mają barwę ciemnobrązową. Posiada długi czub, osiągający długość do 8 cm, składający się z 4–5 piór. Szyja jest biała z czarnymi smugami, brzuch rudy z czarnymi elementami, uda biało-czarne, oczy i nogi jasnożółte. Woskówka i haczykowaty dziób mają barwę ciemnoszarą. Na lotkach pierwszorzędowych znajduje się 8–9, a na lotkach drugorzędowych 7–8 czarnych pasów. Osobniki tego gatunku osiągają długość 50–63 cm, a rozpiętość ich skrzydeł wynosi 105–125 cm. Ich masa waha się od 1,1 do 1,2 kg. Młode posiadają białą głowę, klatkę piersiową i brzuch oraz brązowy grzbiet i skrzydła.

## Zasięg występowania
Wojownik filipiński obecnie jest w zasadzie endemitem filipińskiej wyspy Luzon, bardzo rzadko stwierdzany także na sąsiedniej wyspie Mindoro. Najprawdopodobniej wymarł na kilku mniejszych pobliskich wyspach, leżących dawniej w obrębie jego zasięgu występowania.

## Ekologia
Wojowniki filipińskie żyją w lasach na wysokościach od 0 do 1000 m n.p.m., rzadko wyżej – nawet do 1900 m n.p.m. Sporadycznie pojawiają się na terenach otwartych.
Nie jest dokładnie znany skład ich diety, prawdopodobnie żywią się głównie ptakami.
Brak informacji o rozrodzie.

## Status
Międzynarodowa Unia Ochrony Przyrody (IUCN) uznaje wojownika filipińskiego za gatunek zagrożony (EN – Endangered) od 2014 roku, kiedy to po raz pierwszy został sklasyfikowany przez tę organizację po podziale taksonomicznym gatunku. Liczebność populacji szacuje się na 400–600 dorosłych osobników. Trend liczebności populacji uznaje się za spadkowy. Główne zagrożenie dla gatunku to postępujące wylesianie.